# Mangola sinuata
Mangola sinuata är en insektsart som beskrevs av Melichar 1906. Mangola sinuata ingår i släktet Mangola och familjen sköldstritar. Inga underarter finns listade i Catalogue of Life.